# Egyházszociológia
Az egyházszociológia több hazai egyetemen, főiskolán oktatott tudományág, mely
- vallási és egyházi jelenségek társadalmi magyarázatával
- a vallásokon és egyházakon belüli jelenségek vallásokon s egyházakon belüli mikrotársadalmi magyarázatával
- a társadalmi, gazdasági, politikai kulturális jelenségek és a vallásosság összefüggéseivel
- az egyes társadalmi csoportok felekezeti összetételével foglalkozik

Klasszikusai: Émile Durkheim, J. Milton Yinger, Robert N. Bellah, Peter L. Berger, Thomas Luckmann, Karl Marx, Max Weber, Anthony Giddens.